# Дон Жуан (фильм, 1998)
«Дон Жуан» (фр. Don Juan) — романтическая кинокомедия совместного производства Франции, Испании и Германии, снятая по пьесе Мольера «Дон Жуан, или Каменный пир». Картина стала первой полнометражной режиссёрской работой Жака Вебера, который также исполнил главную роль в фильме — обольстителя Дон Жуана.

## Сюжет
Середина XVII века. Порочный дворянин Дон Жуан, в компании своих слуг Сганареля и Лавиолета скитается по Испании, преследуемый двумя братьями — Алонсо и Карлосом, стремящихся отомстить за оскорбление чести своей сестры — доньи Эльвиры, которую Дон Жуан соблазнил и похитил из монастыря, но не сдержал своего обязательства и без объяснений покинул Эльвиру. Странствуя, Дон Жуан успевает обольстить ещё двух молодых девушек из рыбацкой деревни — Матюрину и Шарлоту. Встретив по пути голову статуи командора, когда-то убитого им, Дон Жуан приглашает её отужинать с ним, та в свою очередь зовёт его на ответный ужин. На следующий день Дон Жуан встречается с отцом и матерью и объявляет, что раскаивается за прошлые грехи и собирается изменить порочный образ жизни.

## В ролях
| - Жак Вебер — Дон Жуан - Мишель Бужена — Сганарель - Эммануэль Беар — Эльвира - Пенелопа Крус — Матюрина - Ариадна Хиль — Шарлота - Дени Лаван — Пьеро - Майкл Лонсдейл — дон Луис - Жак Франц — дон Алонсо - Пьер Жерар — Карлос | - Арно Бедуэ — Лавиолет - Лукас Уранга — Раготэн - Филипп Хорсан — месье Диманш - Педро Касабланк — Лукас - Педро Мигель Мартинес — Гусман - Ксавьер Тиам — Ларамэ - Клаудия Грави — мать Дон Жуана - Хуан Рамон Гарсия — бедняк - Алисия Эрмида |

## Награды и номинации
Фильм был номинирован на премию «Сезар» за лучшие костюмы (Сильви Де Сегонзак), но проиграл картине «Лотрек».